# Ayoze Díaz Díaz
Ayoze, właśc. Ayoze Díaz Díaz (ur. 25 maja 1982 w San Cristóbal de La Laguna, Wyspy Kanaryjskie) – hiszpański piłkarz występujący na pozycji obrońcy. Wychowanek klubu CD Tenerife. W sezonie 2001/2002 przebywał na wypożyczeniu w UD Lanzarote. Następnie występował w Racingu Santander, z którego w sezonie 2006/2007 został wypożyczony do klubu Ciudad de Murcia. W 2008 roku został zawodnikiem RCD Mallorca, a w 2011 – Deportivo La Coruña.